# Ures (Sonora)
Ures è una municipalità dello stato di Sonora nel Messico settentrionale, il cui capoluogo è la località di Heroica Ciudad de Ures.
Conta 8.704 abitanti (2010) e ha una estensione di 3.087,14 km².
Il nome della località significa in lingua opata maschi adulti.